# カルロス・モンシバイス

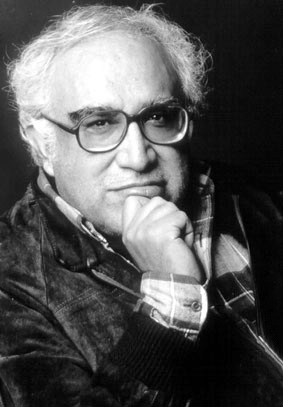
カルロス・モンシバイス

カルロス・モンシバイス・アセベス（Carlos Monsiváis Aceves、1938年5月4日 - 2010年6月19日）は、メキシコの現代の作家であり、評論家である。
彼はメキシコシティに生まれ、メキシコ国立自治大学で経済学と哲学を学んだ。1950年代に2つの雑誌で編集者をつとめた。1985年メキシコ地震についての著作をはじめ、1980年代に多くの作品を著した。メキシコシティ歴史地区にあるエスタンキロ (煙草屋) 博物館に、民俗芸術に関する多くの写真を寄贈した。
妻子は無く、ペットの猫たちを愛した。2010年に間質性肺炎で亡くなった。

## 参考
1. ↑  es:Carlos Monsiváis （スペイン語） 2012年5月9日 23:10の版
2. ↑  es:Museo del Estanquillo （スペイン語） (2012年4月4日 16:16の版)